# Of Montreal
Gli Of Montreal (reso graficamente of Montreal) sono un gruppo musicale statunitense fondato da Kevin Barnes nel 1996. Il nome del gruppo è stato scelto dopo che Barnes aveva chiuso una storia d'amore con una ragazza di Montréal. La band fa parte del collettivo Elephant 6. Per quanto riguarda lo stile musicale, il gruppo viene accostato al pop psichedelico.

## Storia del gruppo

### Esordi e prime produzioni
All'inizio la band contava un unico elemento, cioè Barnes, che viaggiava per l'America a proporre alcuni pezzi scritti da lui e registrati alla buona con l'aiuto di qualche amico di passaggio.  Dopo qualche tempo, e molte porte sbattute in faccia, Barnes torna nella sua città d'origine, ossia Athens, dove ritrova un vecchio amico di infanzia (Julian Kostner), molto informato sulla scena musicale della città e membro del collettivo Elephant 6, di cui facevano o fanno tuttora parte band come The Olivia Tremor Control, Neutral Milk Hotel e The Apples in Stereo. All'interno di questo collettivo Barnes incontra Derek Almstead (Circulatory System) e Bryan "Helium" Poole, che diventano di lì a poco rispettivamente batterista e bassista degli of Montreal.
Nel 1997 il trio pubblica l'album discografico di debutto, ossia Cherry Peel, seguito l'anno dopo da The Bird Who Continues to Eat the Rabbit's Flower. Quasi subito il bassista lascia il gruppo per dedicarsi al progetto Elf Power, evento che modifica la line-up del gruppo: Derek passa al basso, alla batteria subentra Jeremy Huggins ed inoltre si aggregano anche Dottie Alexander e Andy Gonzales (Marshmallow Coast) alle tastiere. Nel frattempo esce il terzo album del gruppo, ossia The Bedside Drama: A Petite Tragedy (1998), seguito da una serie di singoli e dalla ristampa del secondo album. Il gruppo continua la propria intensa produzione con The Gay Parade (1999), a cui partecipano diversi artisti provenienti dal collettivo Elephant 6.

### Anni 2000
Dopo la pubblicazione di The Gay Parade, il gruppo sigla un contratto con la Kindecore Records.
Nel 2000 danno alle stampe l'EP Happy Happy Birthday to Me Singles Club. Nello stesso anno escono anche Horse & Elephant Eatery (No Elephants Allowed), una raccolta di singoli, bonus track (già edite in Giappone) e inediti, ed uno split realizzato con i Marshmallow Coast venduto durante i concerti.
Nel 2001 il gruppo pubblica un disco di canzoni registrate da Kevin prima del suo trasferimento ad Athens. Si tratta di The Early 4-Tracks Recordings, le cui tracce contengono tutte il nome di Dustin Hoffman, ed omaggiano quindi così l'attore. Ancora una volta col collettivo registrano Coquelicot Asleep in the Poppies: A Variety of Whimsical Verse, settimo album del gruppo, pubblicato nell'aprile di quell'anno (2001).
Nel 2002 viene pubblicato Aldhil's Arboretum, che segna un lieve cambio di rotta nel sound del gruppo: le canzoni diventano più strutturate e caratterizzate da un ritmo dance più marcato. Dopo un tour che tocca anche l'Europa, la band registra If He Is Protecting Our Nation Who Will Protect Big Oil, Our Children?, pubblicato nel 2003.
Nello stesso anno la line-up si modifica nuovamente: Andy lascia per dedicarsi ai Marshmallow Coast ed allo studio, Derek passa ai Circulatory System, mentre Nina, che nel frattempo era diventata moglie di Kevin, entra nella band.
A causa di screzi avuta con gli altri musicisti, Kevin registra quasi da solo l'album Satanic Panic in the Attic (2004, Polyvinyl Records), che diventa un successo probabilmente grazie all'impiego maggiore di drum machine e synth. Al tour seguente partecipano altri musicisti che poi entrano definitivamente nel gruppo: Bryan Poole (che rientra nel gruppo) e Jason Nesmith.
Dato il successo dell'album del 2004, la band continua su quello stile tra elettronica e dance con The Sunlandic Twins (2005). Grazie al singolo So Begins Our Alabee ed al video di Wraith Pinned to the Mist (and Other Games), il disco conferma le attese.
Dopo una serie di singoli, nel 2007 viene pubblicato Hissing Fauna, Are You the Destroyer?, album che riflette la situazione di grave disagio personale e di depressione in cui si trovava Barnes nel periodo in cui ha scritto i testi. Dopo il tour del 2004, Nina rimane incinta e decide di trasferirsi con la famiglia in Norvegia, suo Paese natale. Kevin qui continua a stare male, sentendosi isolato e depresso, ma il successivo tour mondiale lo fa stare meglio.
Nell'ottobre 2008 viene dato alle stampe il successivo album in studio, ossia Skeletal Lamping, distribuito in due diversi formati e con una serie di gadget (magliette, borse, attrezzi vari). Nell'agosto 2009 il gruppo contribuisce ad un progetto di moda chiamato Yellow Bird Project. Successivamente viene coinvolto anche in attività di colonne sonore per spot commerciali, programmi televisivi e film.

### Anni 2010
Per registrare l'album False Priest, Barnes collabora con il produttore Jon Brion (già con Kanye West e Fiona Apple) presso la Ocean Way Recordings. All'album collaborano Solange Knowles e Janelle Monáe. L'album, che è caratterizzato da un ritorno a strumenti come archi e piano, viene pubblicato anche in cassetta in edizione limitata dalla Joyfule Noise Recordings.
Nell'ottobre 2011 viene pubblicato un boxset contenente i dieci LP del gruppo in edizione limitata (cassetta e mp3) dalla Joyful Noise.
Contestualmente viene annunciato l'album Paralytic Stalks, completato nell'ottobre 2011 e anticipato dal singolo Wintered Debts (pubblicato in novembre). Dopo un altro singolo (Dour Percentage) pubblicato nel gennaio 2012, il 7 febbraio viene pubblicato l'album.
Nel novembre 2012 il gruppo crea un account sul sito di crowdfunding Kickstarter per finanziare il progetto di un documentario chiamato Song Dynasties, riguardante la carriera della band.
Nell'aprile 2013 completano l'album Lousy with Sylviabriar, che viene pubblicato nell'ottobre seguente.

## Progetti paralleli
Il gruppo è impegnato in numerosi progetti paralleli che riguardano artisti del loro collettivo e non solo. Kevin Barnes ha collaborato con Bright Eyes e ha prodotto un album di Solange Knowles. Bryan Poole è attivo in una carriera solista con lo pseudonimo The Late B.P. Helium. Il gruppo ha inoltre collaborato con Janelle Monáe in un brano chiamato Make The Bus inserito nell'album del 2010 The ArchAndroid.

## Discografia

### Album in studio
- 1997 - Cherry Peel
- 1998 - The Bedside Drama: A Petite Tragedy
- 1999 - The Gay Parade
- 2001 - Coquelicot Asleep in the Poppies: A Variety of Whimsical Verse
- 2002 - Aldhils Arboretum
- 2004 - Satanic Panic in the Attic
- 2005 - The Sunlandic Twins
- 2007 - Hissing Fauna, Are You the Destroyer?
- 2008 - Skeletal Lamping
- 2010 - False Priest
- 2012 - Paralytic Stalks
- 2013 - Lousy with Sylviabriar
- 2015 - Aureate Gloom
- 2016 - Innocence Reaches
- 2017 - Rune Husk EP
- 2018 - White Is Relic/Irrealis Mood
- 2020 - UR FUN
- 2021 - I Feel Safe With You, Trash
- 2022 - [[Freewave Lucifer F<ck F^ck F>ck]] (Polyvinyl)
- 2024 - Lady On The Cusp

### Raccolte
- 2000 - Horse & Elephant Eatery (No Elephants Allowed): The Singles and Songles Album
- 2001 - The Early Four Track Recordings
- 2001 - An Introduction to of Montreal
- 2003 - If He is Protecting Our Nation, Then Who Will Protect Big Oil, Our Children?
- 2004 - The Gladiator Nightstick Collection
- 2006 - Satanic Twins
- 2010 - Ambivalent Stumbling Hysterical Dispatches, Strickly in Unisex (Digital Box Set)
- 2012 - Daughter of Cloud
- 2013 - Young Froth/Taypiss

### EP
- 1997 - The Bird Who Ate the Rabbit's Flower
- 1997 - The Bird Who Continues to Eat the Rabbit's Flower
- 2004 - Covers EP
- 2006 - Deflated Chime, Foals Slightly Flower Sibylline Responses
- 2006 - 7 Song Sampler
- 2007 - Icons, Abstract Thee
- 2007 - Sony Connect Set
- 2009 - An Eluardian Istance
- 2011 - thecontrollersphere

### Singoli
- 1998 - Nicki Lighthouse
- 1999 - Happy Happy Birthday To Me Singles Club: November
- 2000 - Archibald of the Balding Sparrows (split con Marshmallow Coast)
- 2001 - Kindercore Singles Club: September (split con Ladybug Transistor)
- 2001 - Split With the Late B.P. Helium
- 2003 - Jennifer Louise
- 2004 - I Was a Landscape in Your Dream
- 2006 - Microuniversity
- 2006 - Voltaic Crusher/Undrum to Muted Da
- 2006 - She's a Rejector
- 2007 - Heimdalsgate Like a Promethean Curse
- 2007 - Suffer for Fashion
- 2007 - Gender Mutiny Tour
- 2008 - Id Engager
- 2008 - Cause We Were Virgins to Your Kisses
- 2009 - Four Our Elegant Caste
- 2009 - An Eluardian Instance
- 2010 - Coquet Coqquette
- 2010 - Singles Chlub #11
- 2011 - Expecting to Fly